# Préfecture de Korçë
La préfecture de Korçë (en albanais : Qarku i Korçës) est une préfecture d'Albanie. Sa capitale est Korçë.
Elle est bordée par la Macédoine au nord-est et par la Grèce à l'est.

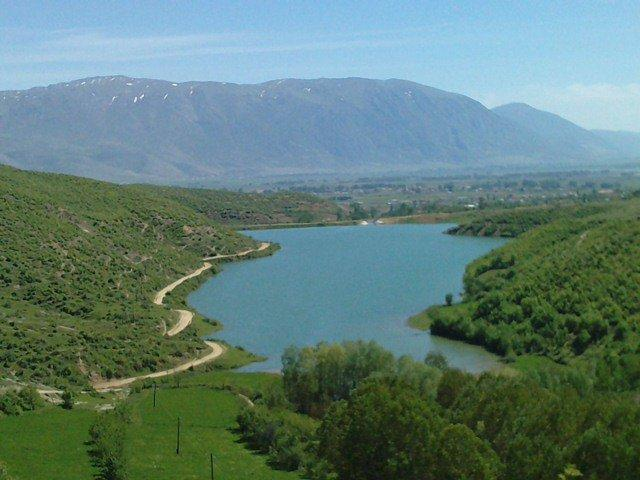
Réservoir Leminot

## Districts
La préfecture de Korçë était  sous-divisée en quatre districts : Devoll, Kolonjë, Korçë et Pogradec, mais depuis une réforme administrative en 2015, il n'y a plus de districts en Albanie.